# 拉克拉布
拉克拉布（法語：Lacrabe，法語發音：[lakʁab]）是法国朗德省的一个市镇，属于蒙德马桑区。

## 地理
拉克拉布（43°36'55"N, 0°35'26"W）面积6.27 平方千米，位于法国新阿基坦大区朗德省，该省份为法国西南部沿海省份，是法國本土面积第二大的省，北起吉倫特省，西临大西洋，南至大西洋比利牛斯省，东临热尔省，东北与洛特-加龍省接壤。
与拉克拉布接壤的市镇（或旧市镇、城区）包括：阿热特莫、阿尔热洛斯、沙洛斯堡、蒙塞居尔、莫尔冈、普当。

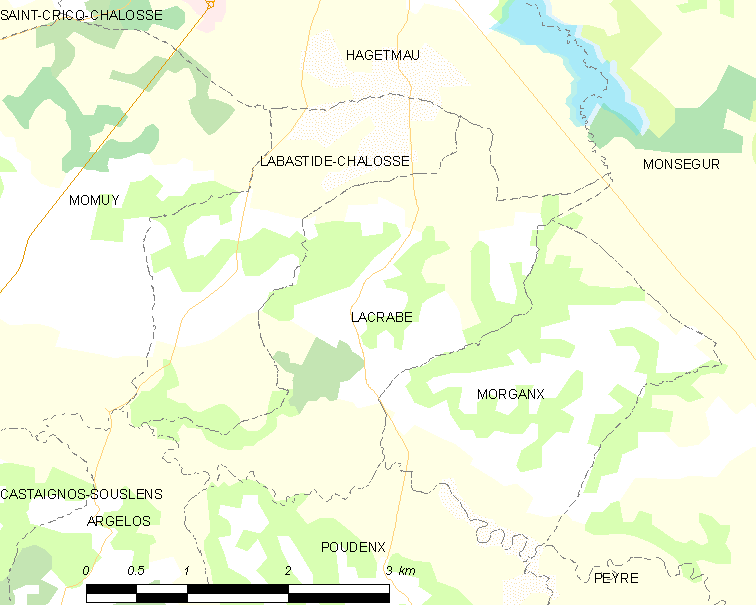
拉克拉布的OSM定位图

拉克拉布的时区为UTC+01:00、UTC+02:00（夏令时）。

## 行政
拉克拉布的邮政编码为40700，INSEE市镇编码为40138。

## 政治
拉克拉布所属的省级选区为沙洛斯-蒂尔桑县。

## 人口

1962-2008年间拉克拉布人口变化图示

拉克拉布于2022年1月1日时的人口数量为286人。